# Pride (High and Mighty Color)
PRIDE è il secondo singolo degli High and Mighty Color, nonché il primo estratto dall'album di debutto G∞VER, pubblicato otto mesi più tardi.

## Il disco
PRIDE è il loro singolo di maggior successo in termini di vendite fino ad oggi, ed è stato usato come seconda sigla di apertura per l'anime Mobile Suit Gundam SEED Destiny. La prima edizione include due carte con i personaggi dell'anime.
Una nuova versione del singolo, dal titolo Pride Remix, venne pubblicata il 24 marzo 2005.
La title track venne successivamente inserita nelle compilation 10 Color Singles e BEEEEEEST.

## Lista tracce
Testi e musiche degli High and Mighty Color.
1. PRIDE– 4:17
2. Hikaru Kakera (光るカケラ?) – 4:20
3. all alone – 5:39
4. PRIDE (Instrumental) — 4:17

## Formazione
- Mākii – voce
- Yūsuke – seconda voce
- MEG – chitarra solista
- Kazuto – chitarra ritmica
- Mai Hoshimura – tastiere
- Mackaz – basso
- SASSY – batteria